# Партенопа (фільм)
«Партенопа» (італ. Partenope) — художній фільм італійського режисера Паоло Соррентіно із Селестою Далла Порта, Ґері Олдменом і Стефанією Сандреллі у головних ролях. Прем'єра відбулася у травні 2024 року на Каннському кінофестивалі.

## Сюжет
Дія фільму розгортається в Неаполі. Головна героїня — дівчина на ім'я Партенопа, яка народилася у 1950 році й отримала ім'я, що відсилає до давньогрецької міфології (сирена Партенопа згадується у міфі про заснування Неаполя). Партенопа має неймовірну красу, яка, однак, не приносить їй щастя. Вона не знаходить кохання, її брат скоює самогубство, а сім'я вважає її винною в трагедії. Героїня із відзнакою закінчує університет і стає викладачкою антропології. Згодом вона переїжджає до Тренто і залишається там на все життя замість того, щоб через два роки повернутися до Неаполя й отримати кафедру в місцевому університеті. У фіналі Партенопа, якій уже понад 70 років, йде на пенсію та повертається до рідного міста.

## У ролях
- Стефанія Сандреллі — Партенопа
  - Селеста Далла Порта — Партенопа в молодості
- Ґері Олдмен — Джон Чівер
- Луїза Раньєрі — Грета Кул
- Сільвіо Орландо — Девото Маротта, професор
- Ізабелла Феррарі — Флора Мальва

## Виробництво
Перші дані про фільм з'явилися в червні 2023 року. Паоло Соррентіно повідомив, що у стрічці знімуться Луїза Раньєрі, Сільвіо Орландо, Стефанія Сандреллі, Ізабелла Феррарі, а зйомки проходитимуть у Неаполі та на острові Капрі. При цьому назва фільму довго залишалася невідомою. Наприкінці серпня стало відомо, що роль у фільмі отримав Гері Олдман, який раніше заявляв про завершення кар'єри.
Виробництвом займалися компанії Fremantle Company, Saint Laurent, Numero 10 і Pathé. Соррентіно не тільки режисував проєкт, а й написав сценарій. Прем'єра відбулася у травні 2024 року на Каннському кінофестивалі.